# Born in the U.S.A.
| Оценки критиков               | Оценки критиков |
| Источник                      | Оценка          |
| ----------------------------- | --------------- |
| AllMusic                      | [ 1 ]           |
| Chicago Tribune               | [ 2 ]           |
| Christgau's Record Guide      | A+              |
| Encyclopedia of Popular Music | [ 4 ]           |
| Los Angeles Times             | [ 5 ]           |
| MusicHound Rock               | 4/5             |
| Q                             | [ 7 ]           |
| Rolling Stone                 | [ 8 ]           |
| The Rolling Stone Album Guide | [ 9 ]           |
| Saturday Review               | [ 10 ]          |

Born in the U.S.A. (рус. «Рождённый в США») — седьмой студийный альбом американского автора-исполнителя Брюса Спрингстина, выпущенный 4 июня 1984 года на лейбле Columbia Records. Спродюсированный Спрингстином, Джоном Ландау, Стивеном Ван Зандтом и Чаком Плоткиным, альбом был записан в Нью-Йорке с группой E Street Band в течение двух лет с января 1982 года по март 1984 года. Некоторые песни были взяты из демо-кассеты, которая дала начало предыдущему альбому Спрингстина, сольному проекту «Nebraska» (1982), а другие были написаны позже. В результате сессий было записано от 70 до 90 песен; некоторые были выпущены как би-сайды, некоторые позже увидели свет на сборниках, а другие остались неизданными.
«Born in the U.S.A.» имеет более поп-влияющее звучание, чем предыдущие альбомы Спрингстина. Его продакшн типичен для мейнстримовой рок-музыки 1980-х годов с заметным использованием синтезаторов. Тексты песен контрастируют с более живым звучанием альбома и продолжают темы предыдущих записей, особенно «Nebraska». Темы включают борьбу рабочего класса, разочарование, патриотизм и личные отношения, в то время как некоторые треки включают юмористические тексты. Фотография Спрингстина сзади на фоне американского флага появилась в списках лучших обложек альбомов.
Сопровождаемый обширной рекламной кампанией, включавшей семь синглов, пять музыкальных видеоклипов и три танцевальных ремикса, «Born in the U.S.A.» имел огромный коммерческий успех, став самым продаваемым альбомом 1985 года и возглавив чарты в девяти странах, включая США и Великобританию. Все семь его синглов, включая «Dancing in the Dark», «Born in the U.S.A.», «I'm on Fire» и «Glory Days», вошли в десятку лучших в США. Альбом был продан тиражом более 30 миллионов копий по всему миру, что сделало его самым продаваемым альбомом Спрингстина и одним из самых продаваемых альбомов всех времён. После его выпуска музыкальные критики хвалили повествование и музыкальные выступления альбома, в то время как другие критиковали использование похожих лирических тем, как и в предыдущих альбомах Спрингстина. Спрингстин и E Street Band поддержали альбом в туре Born in the U.S.A..
«Born in the U.S.A.» превратил Спрингстина в мировую суперзвезду и принёс ему самый большой успех на сегодняшний день как записывающемуся и исполняющему артисту. Позже он выразил сомнения по поводу самого альбома и славы, которую он ему принёс; его успех повлиял на его карьерный путь на оставшуюся часть 1980-х и 1990-х годов. «Born in the U.S.A.» помог популяризировать американский хартленд-рок и повлиял на более поздних исполнителей, которые хотели подражать его силе и влиянию. В последующие десятилетия такие издания, как Rolling Stone и NME, оценили «Born in the U.S.A.» как один из лучших альбомов Спрингстина 1980-х годов и всех времён. Он был включен в Зал славы премии «Грэмми» в 2012 году.

## Предыстория

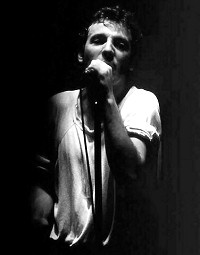
Спрингстин в 1981 году

После завершения The River Tour в сентябре 1981 года Брюс Спрингстин арендовал ранчо в Колтс-Нек, штат Нью-Джерси. Там он провёл время за написанием нового материала, включая песню под названием «Vietnam» о ветеране Вьетнамской войны, вернувшемся домой с войны и не встретившем восторженного отклика. Во время тура Спрингстин прочитал «Рождённый четвёртого июля», автобиографию 1976 года Рона Ковика, антивоенного активиста, который был ранен и парализован во время войны во Вьетнаме. История Ковика вдохновила Спрингстина на встречу с ветеранами Вьетнамской войны в Лос-Анджелесе, штат Калифорния, что в свою очередь вдохновило на написание нескольких треков, которые были сосредоточены на темах войны во Вьетнаме или включали их: «Vietnam», «Shut Out the Light», «A Good Man Is Hard to Find (Pittsburgh)», «Highway Patrolman» и «Brothers Under the Bridges».
Пока Спрингстин работал над «Vietnam», режиссёр Пол Шредер попросил его написать музыку для неснятого фильма под названием «Рождённый в США». Сценарий рассказывал о рабочем на фабрике в Кливленде, который днём работает, а ночью играет на гитаре в баре. Спрингстин переработал текст и музыку «Vietnam», используя название фильма, чтобы создать «Born in the U.S.A.». В конечном итоге Шредер снял фильм, но переименовал его в «При свете дня», который был выпущен в 1987 году; Спрингстин написал для него заглавную песню.
Используя четырёхдорожечный магнитофон, купленный его гитарным техником Майком Батланом, Спрингстин записал демо-треки, которые он написал в тот период, в спальне своего дома в Колтс-Нек между 17 декабря 1981 года и 3 января 1982 года. Среди них были «Born in the U.S.A.», «Nebraska», «Atlantic City», «Mansion on the Hill», «Downbound Train» и «Child Bride». Спрингстин намеревался перезаписать демо Colts Neck с группой E Street Band — Роем Биттаном (фортепиано), Кларенсом Клемонсом (саксофон), Дэнни Федеричи (орган), Гарри Таллентом (бас-гитара), Стивеном Ван Зандтом (гитара) и Максом Вайнбергом (ударные) — во время сессий, начало которых было запланировано на апрель 1982 года на Power Station в Нью-Йорке, где был записан «The River» (1980). С февраля по март Спрингстин записал ещё несколько демо-треков, включая «Wages of Sin», «Your Love is All Around Me», «Baby I'm So Cold» и «Fade to Black»
.

## История записи

### Первые сессии и Nebraska
В конце января 1982 года, через несколько недель после записи демо в Колтс-Нек, Спрингстин и E Street Band были в The Hit Factory в Нью-Йорке, записывая сессию для альбома Гэри Ю.С. Бондса On the Line, для которого Спрингстин написал семь песен и был сопродюсером Ван Зандта. Во время сессии группа записала «Cover Me», песню, которую Спрингстин написал для Донны Саммер. Его менеджер-продюсер Джон Ландау убедил Спрингстина оставить её для своего следующего альбома, прослушав готовую запись; Впоследствии Спрингстин написал Саммер ещё одну песню, «Protection», и также записал версию этой песни с E Street Band.

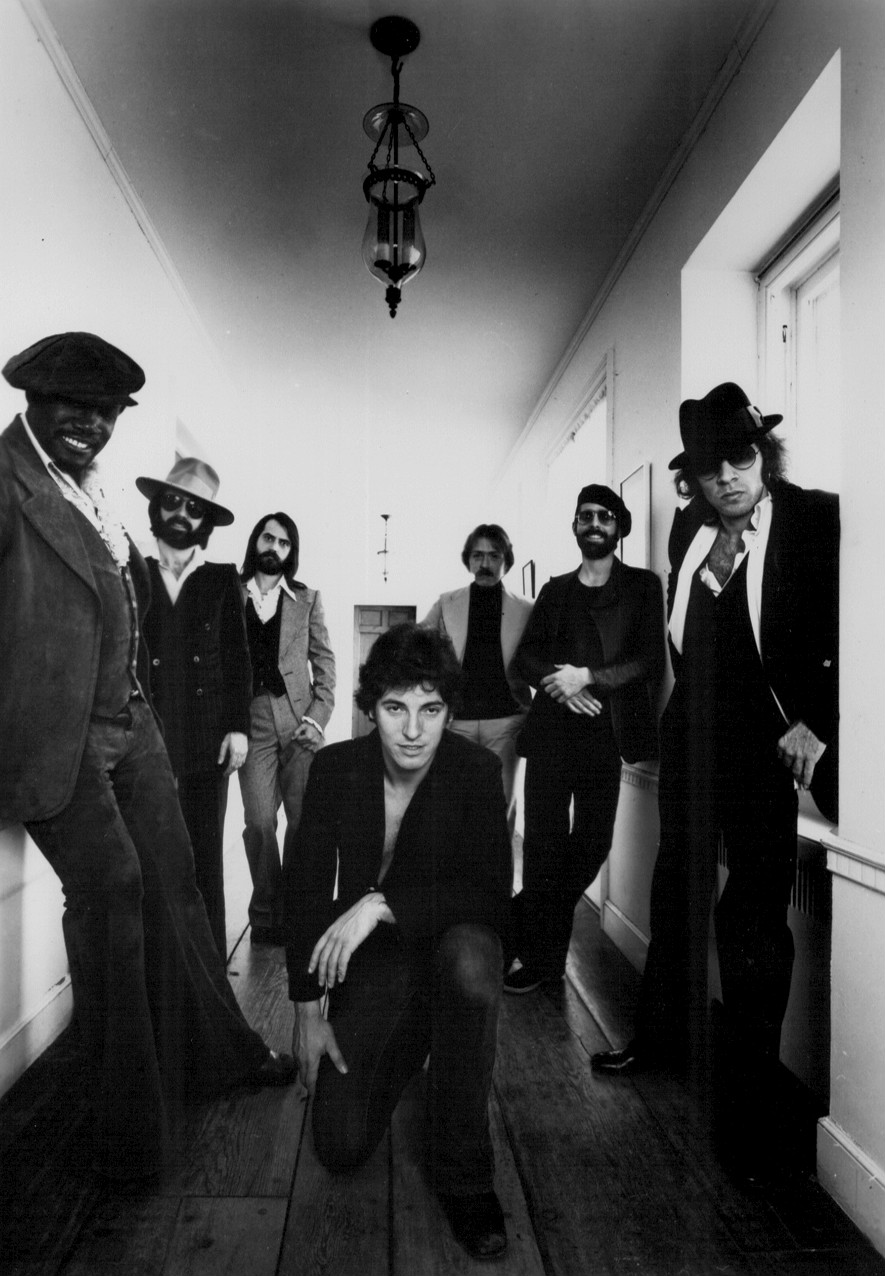
Спрингстин (в центре, стоит на коленях) и E Street Band в феврале 1977 года

В апреле Спрингстин и E Street Band перегруппировались на Power Station, чтобы записать демо в качестве полноформатных версий для выпуска на следующем альбоме. Продюсерами были Спрингстин, Ландау, Ван Зандт и звукорежиссёр The River Чак Плоткин, в то время как Тоби Скотт вернулся с сессий Hit Factory в качестве звукорежиссёра. Группа потратила две недели на попытки полноформатных аранжировок треков Colts Neck, включая «Nebraska», «Johnny 99» и «Mansion on the Hill», но Спрингстин и его сопродюсеры остались недовольны записями. Плоткин описал выступления с E Street как «менее значимые... менее убедительные... менее честные», чем демозаписи.
Другие песни с этой кассеты, включая «Born in the U.S.A.», «Downbound Train», «Child Bride» (теперь переписанную как «Working on the Highway») и «Pink Cadillac», оказались успешными в аранжировках для всей группы. По словам автора Дэйва Марша, в ту ночь, когда группа записала «Born in the U.S.A.», «они поняли, что действительно начали делать альбом». В течение следующих нескольких недель мая производительность группы возросла, поскольку они записали материал, отсутствовавший на пленке Colts Neck, включая «Darlington County», «Frankie», «Glory Days», «I'm Goin' Down», «I'm on Fire», «Johnny Bye-Bye», «Murder Incorporated», «My Love Will Not Let You Down», «A Good Man Is Hard to Find (Pittsburgh)», «This Hard Land», «None but the Brave» и «Wages of Sin». а также новую запись «Cover Me». По словам Вайнберга, эти сессии включали мало репетиций, поскольку группа играла песни, не зная их полностью, часто менее чем за пять дублей.
Несмотря на производительность группы и волнение по поводу записанного материала, Спрингстин оставался сосредоточенным на остальных песнях Colts Neck. Понимая, что треки не будут работать в полноформатных аранжировках, он решил выпустить демо как есть. Спрингстин некоторое время рассматривал возможность выпуска двойного альбома акустических и электрических песен, прежде чем решил выпустить акустические отдельно, чтобы придать им «больший статус». Альбом «Nebraska» был выпущен в сентябре 1982 года. В него вошли девять песен с оригинальной демо-кассеты, а также «My Father's House», записанная в Colts Neck в конце мая. Альбом хорошо продавался, достигнув третьего места в чартах США и Великобритании. По словам исследователя поп-культуры Джиллиан Г. Гаар, музыкальные критики похвалили альбом как «смелое художественное заявление». Сам Спрингстин не занимался продвижением альбома; он не давал интервью и, впервые после выпуска альбома, не гастролировал, вместо этого отправившись в отпуск в путешествие по стране в Калифорнию.

### Дальнейшие демо-записи и продолжение сессий
В конце 1982 года Спрингстин и Батлан построили восьмидорожечную студию в новом доме первого в Лос-Анджелесе. Там он провёл время, записывая новые демо-записи, которые были стилистически похожи на треки Nebraska, хотя и с драм-машиной. Песни, записанные с января по апрель 1983 года, включали «Shut Out the Light», «Johnny Bye-Bye», «Cynthia», «Unsatisfied Heart», «Sugarland», «The Klansman», «My Hometown», «Delivery Man» и «Follow That Dream», переработку одноименного сингла Элвиса Пресли 1962 года. Как и в случае с треками «Nebraska», Спрингстин чувствовал, что новый материал не будет работать в группе; он рассматривал, но в конечном итоге отказался от выпуска еще одного сольного акустического альбома. В этот период Спрингстин внёс многочисленные изменения в образ жизни, включая терапию и работу над своим телосложением с помощью программы силовых тренировок. В конце апреля он покинул Калифорнию и отправился обратно в Нью-Йорк, чтобы записать больше материала с E Street Band.
Спрингстин и E Street Band возобновили запись на The Hit Factory в период с мая по июнь 1983 года. Эти сессии включали перезапись сольного материала, который Спрингстин недавно записал в демоверсии («Cynthia» и «My Hometown»), а также работу над другими треками, такими как «Pink Cadillac», «Car Wash», «TV Movie», «Stand on It» и «County Fair». Это были первые сессии без Ван Зандта, который покинул E Street Band в июне предыдущего года и начал сольную карьеру, выступая под псевдонимом Little Steven. По словам автора Фреда Гудмена, Ван Зандт ушёл из-за личных столкновений с Ландау, хотя другие источники утверждают, что Ван Зандт чувствовал себя запертым в E Street Band и был готов выступать сольно. К лету 1983 года Ван Зандт гастролировал в поддержку своего второго сольного альбома Voice of America. Дружба Спрингстина с Ван Зандтом вдохновила на написание двух новых песен, «Bobby Jean» и «No Surrender».
К июлю 1983 года у Спрингстина и его сопродюсеров было более пятидесяти треков на выбор для альбома, предварительно названного Murder Incorporated. Записанные треки охватывают множество стилей, включая R&B («Lion's Den», «Pink Cadillac»), рокабилли («Stand on It», «Delivery Man»), хард-рок («Murder Incorporated», «My Love Will Not Let You Down»), а также кантри и фолк («This Hard Land», «County Fair», «None but the Brave»). В конце июля Спрингстин попросил Плоткина разработать черновой микс альбома, который включал бы «Born in the U.S.A.», «Glory Days», «My Hometown», «Downbound Train», «Follow That Dream», «Shut Out the Light», «My Love Will Not Let You Down» и «Sugarland». Плоткин отклонил предварительный список как «концептуальный беспорядок»; он чувствовал, что альбом должен начинаться с «Born in the U.S.A.», заканчиваться «My Hometown» и включать «Working on the Highway» и «I'm on Fire».

### Финальные сессии, сведение и мастеринг

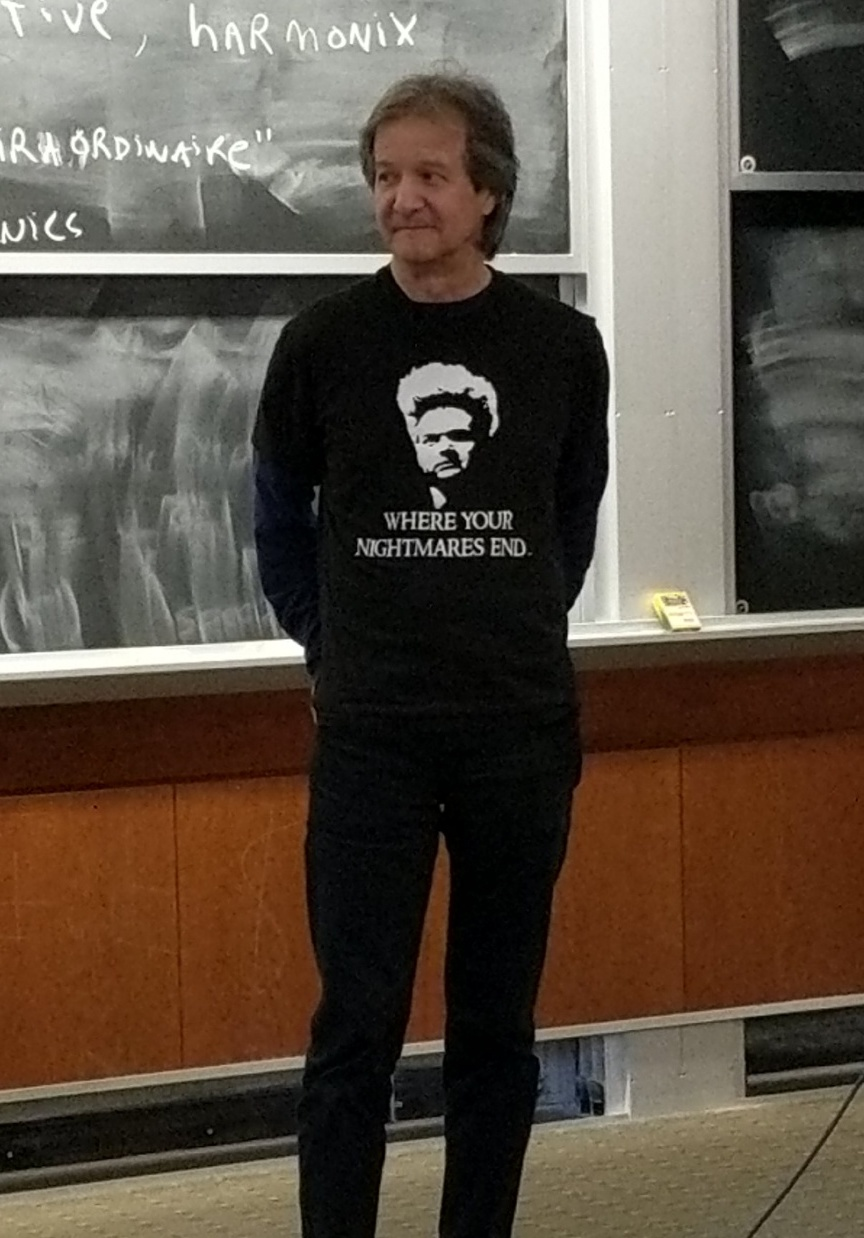
«Born in the U.S.A.» был сведен Бобом Клирмаунтином (на фото 2017 года).

Поскольку Спрингстин все ещё не был удовлетворён альбомом, запись продолжилась в новом году. Примерно в это же время началось сведение Бобом Клирмаунтином, который свёл «Hungry Heart» группы The River. В октябре 1983 года группа записала «Bobby Jean» и «No Surrender», а в ноябре вышел «Brothers Under the Bridge» и ещё несколько неизданных песен, включая «Shut Down» и «100 Miles From Jackson». К этому моменту Ландау надоели длительные сессии записи, но он продолжал поддерживать видение Спрингстина. К декабрю Спрингстин и его сопродюсеры предварительно остановились на «Born in the U.S.A.», «Glory Days», «Downbound Train» и «This Hard Land» в качестве окончательных вариантов для альбома. Born in the U.S.A. было решено как название альбома к январю 1984 года. В том же месяце группа записала «Rockaway the Days» и «Man at the Top».
В феврале Ландау почувствовал, что альбому всё ещё не хватает ведущего сингла, который представил бы Спрингстина новой поп-аудитории. После первоначального разногласия по поводу необходимости ещё одной песни, Спрингстин пришёл на следующий день с написанной «Dancing in the Dark»; она была записана вскоре после этого. Сессии закончились в марте. Спрингстин боролся с окончательным списком треков, но Ландау и Плоткин убедили его придерживаться выбора материала в основном из сессий мая 1982 года. Он объяснил в его автобиография 2016 года Born to Run: «К тому времени я записал много музыки... Но в конце концов я вернулся к своим первоначальным группам песен. Там я нашёл натурализм и живость, с которыми невозможно было спорить. Они были не совсем тем, что я искал, но они были тем, что у меня было». К апрелю было отобрано одиннадцать песен. Когда Ван Зандт услышал об окончательном списке треков, он настоятельно рекомендовал Спрингстину включить «No Surrender», поскольку он чувствовал, что это послужит мостом между ранними и текущими работами Спрингстина. Спрингстин подчинился, доведя окончательное количество треков до двенадцати. Альбом был сведен Бобом Людвигом на студии Masterdisk в Нью-Йорке.

### Отрывки
После более чем двух лет записи сессии Born in the U.S.A. дали от 70 до 90 песен. Пять из них были выпущены как би-сайды между 1984 и 1985 годами: «Pink Cadillac», «Shut Out the Light», «Johnny Bye-Bye», «Stand on It» и «Janey, Don't You Lose Heart». Все пять позже появились в сборнике 1998 года Tracks. Другие песни, появившиеся на Tracks, включали «A Good Man Is Hard to Find (Pittsburgh)», «Wages of Sin», «Cynthia», «My Love Will Not Let You Down», «This Hard Land», «Frankie», «TV Movie», «Lion's Den», «Car Wash», «Rockaway the Days», «Brothers under the Bridge» (под названием «Brothers Under the Bridges '83») и «Man at the Top». «Murder Incorporated» позже был выпущен на Greatest Hits (1995), а «County Fair» и «None but the Brave» появились на бонусном диске ограниченного тиража The Essential Bruce Springsteen (2003). Песни, записанные в доме Спрингстина в Лос-Анджелесе в начале 1983 года, которые ранее выходили на бутлегах, будут официально выпущены в июне 2025 года как часть бокс-сета Tracks II: The Lost Albums. Под названием LA Garage Sessions '83 они включают в себя «Sugarland», «Richfield Whistle», «Don't Back Down», «Follow That Dream», «Fugitive's Dream», «Seven Tears», «One Love» и «The Klansman».

## История
Альбом получил положительные отзывы музыкальной критики: Rolling Stone, Los Angeles Times, Saturday Review, The Village Voice (Robert Christgau), Chicago Tribune, AllMusic, Q.
Born in the U.S.A. был назван лучшим альбомом года изданием The Village Voice в своём списке критиков Pazz & Jop за 1984 год. Christgau также поставил альбом на 1-ю позицию в своём списке, а в 1990 году он назвал его девятым лучшим альбомом всего десятилетия 1980-х годов.
В 1987 году Born in the U.S.A. в опросе 81 критика, писателей и радиоведущих в шоу Пола Гамбачини альбом был назван четвёртым величайших рок-альбомом всех времён. В 2003 году Rolling Stone поместил Born in the U.S.A. на 85 строчку своего списка «500 величайших альбомов всех времён», а в 2013 году он оказался на 428-й строчке аналогичного списка журнала NME. Альбом был также включен в альманах 1001 Albums You Must Hear Before You Die.

## Выпуск и продвижение
Columbia Records выпустила Born in the U.S.A. 4 июня 1984 года. Альбом стал первым компакт-диском, выпущенным в США для коммерческого выпуска. Он был выпущен CBS (международным дистрибьютором Columbia) и Sony Music на их недавно открытом заводе Digital Audio Disc Corporation в Терре-Хот, штат Индиана, в сентябре; ранее компакт-диски Columbia производились в Японии.
«Born in the U.S.A.» дебютировал на девятом месте в американском чарте Billboard Top 200 Albums в течение недели с 23 июня 1984 года, возглавив чарт две недели спустя, 7 июля. Он оставался в первой десятке в течение 84 последовательных недель и в самом чарте в течение почти трёх лет. Он также имел коммерческий успех в Европе и Океании. В Великобритании альбом вошёл в UK Albums Chart под номером два 16 июня, и после 34 недель, 16 февраля 1985 года, он достиг номера один и возглавлял чарт в течение пяти непоследовательных недель; он присутствовал в чарте в течение 135 недель. Он также возглавил альбомные чарты в Австралии, Австрии, Германии, Нидерландах, Новой Зеландии, Норвегии, Швеции и Швейцарии. Альбом достиг номера два во Франции, Италии, Испании и в европейском чарте Top 100 Albums. Он также достиг номера шесть в Японии.
«Born in the U.S.A.» стал самым продаваемым альбомом 1985 года и карьеры Спрингстина. Это один из самых продаваемых альбомов всех времён, с мировыми продажами более 30 миллионов копий. Он был сертифицирован трижды платиновым Британской ассоциацией производителей фонограмм (BPI) в июле 1985 года, что означает поставку 900 000 единиц в Великобритании. После появления североамериканской системы отслеживания Nielsen SoundScan в 1991 году альбом был продан тиражом дополнительно 1 463 000 копий, а в мае 2022 года он был сертифицирован семнадцатикратно платиновым Американской ассоциацией звукозаписывающих компаний (RIAA) за поставку 17 миллионов копий в США.

### Синглы
К 1984 году музыкальная индустрия стала полагаться на синглы и музыкальные клипы для достижения успеха после подъёма MTV в США. С успехом «Thriller» Майкла Джексона (1982) звукозаписывающие компании захотели превратить альбомы в «мегаальбомы». Историк музыкальной индустрии Стив Кроппер сказал, что «Thriller» создал «видео-ориентированный план», чтобы удерживать альбом высоко в чартах по крайней мере целый год. Спрингстин и Ландау предполагали только один или два сингла с «Born in the U.S.A.». Чувствуя иначе, Columbia планировала «по крайней мере полдюжины» возможных синглов, каждый из которых сопровождался танцевальными ремиксами и музыкальными клипами, чтобы расширить трансляцию как на радио, так и в клубах. Содомский позже писал: «MTV превратилось в законное плечо музыкальной индустрии, и новый облик Спрингстина [мускулистый с банданой] помог ему завоевать популярность в среде, ориентированной на имидж». Спрингстин также давал интервью средствам массовой информации, включая People и Entertainment Weekly.

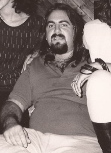
Продюсер Артур Бейкер (на фото 1984 года) создал расширенные танцевальные ремиксы трёх из семи синглов альбома.

«Born in the U.S.A.» был поддержан семью синглами, попавшими в первую десятку, которые побили все рекорды. Первый, «Dancing in the Dark» с «Pink Cadillac» на стороне B, был выпущен 9 мая 1984 года. Он достиг второго места в американском чарте Billboard Hot 100 и провёл в чарте 21 неделю. В других местах он возглавил чарты синглов в Канаде, Нидерландах и Бельгии, а также достиг четвёртого места в Великобритании. 12-дюймовый сингл включал три танцевальных ремикса «Dancing in the Dark» продюсера Артура Бейкера; он стал самым продаваемым 12-дюймовым синглом года. «Cover Me», включающая концертную запись 1981 года «Jersey Girl» Тома Уэйтса в качестве стороны B, был выпущен вторым синглом 31 июля. Он провёл 18 недель в Billboard Hot 100, достигнув седьмого места, а также второго места в чарте Billboard Mainstream Rock. Танцевальный ремикс Бейкера появился на 12-дюймовом сингле. «Born in the U.S.A.» при поддержке «Shut Out the Light» был выпущен в качестве третьего сингла 30 октября. Он провёл 17 недель в Billboard Hot 100, достигнув девятого места. В других местах он возглавил чарты в Ирландии и Новой Зеландии, достиг второго места в Австралии и пятого места в Великобритании. Танцевальный ремикс Бейкера появился на 12-дюймовом сингле в январе 1985 года.
«I'm on Fire» при поддержке «Johnny Bye-Bye» был выпущен в качестве четвёртого сингла 6 февраля 1985 года. Он достиг шестого места в Billboard Hot 100 и оставался в чарте в течение 20 недель. «Glory Days» последовал 13 мая с «Stand On It» в качестве би-сайда . Он провёл 18 недель в Billboard Hot 100, достигнув пика на пятом месте. Шестой сингл «I'm Goin' Down» был выпущен 27 августа при поддержке «Janey, Don't You Lose Heart». Он достиг девятого места в Billboard Hot 100, а также попал в чарты Швеции и Италии. Седьмой и последний сингл «My Hometown» был выпущен 21 ноября с концертной записью рождественской песни «Santa Claus Is Comin' to Town» 1975 года в качестве би-сайда. Он достиг шестого и девятого места в США и Великобритании соответственно. CBS собрала три расширенных танцевальных ремикса, два других сингла, пять эксклюзивных би-сайдов и несколько песен с предыдущих альбомов Спрингстина для выпуска на 12-дюймовом сборнике синглов The Born in the U.S.A. в Великобритании в 1985 году.

### Видеоклипы

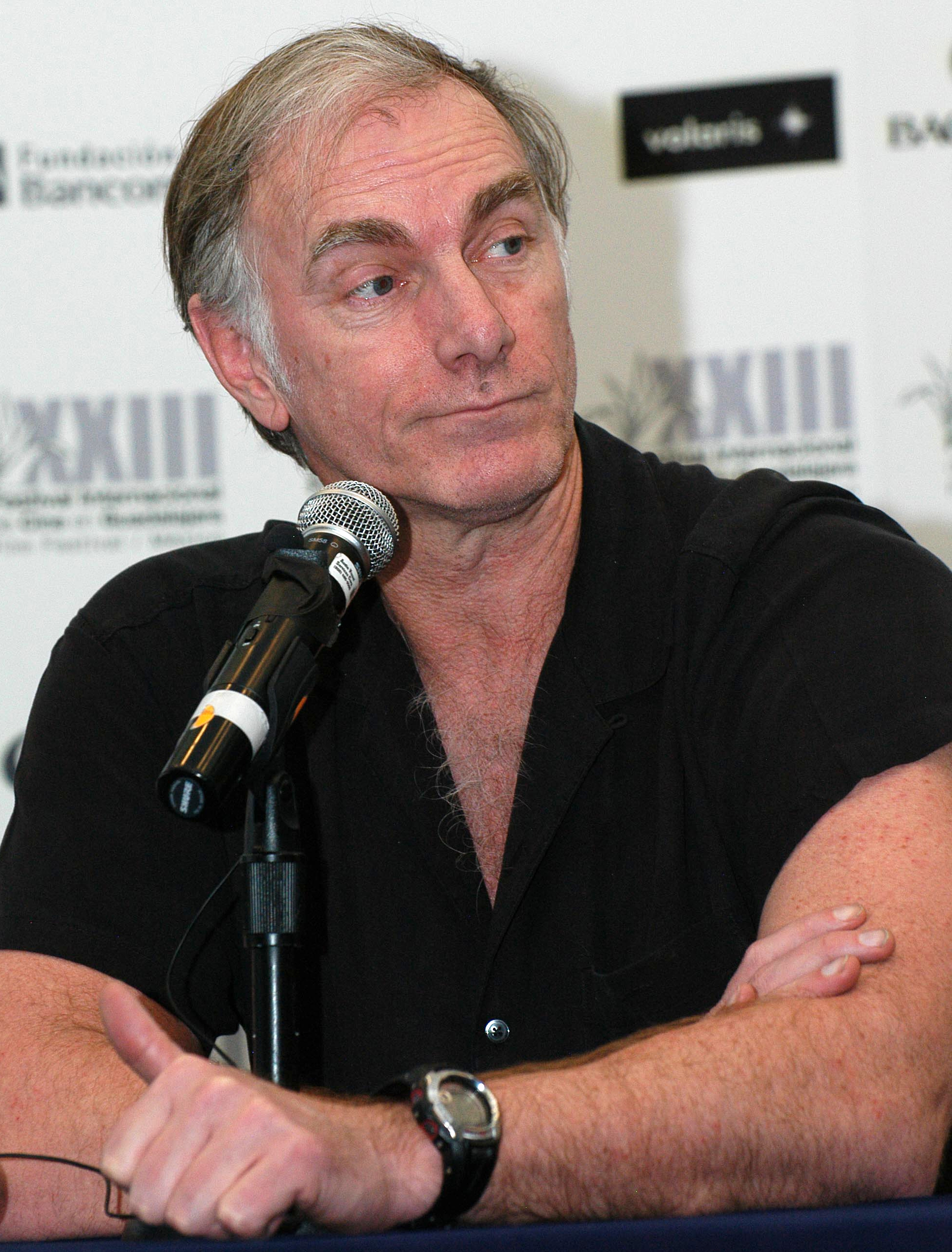
Режиссёр Джон Сэйлз (на фото 2008 года) снял три из пяти музыкальных клипов альбома.

Пять из семи синглов альбома были поддержаны музыкальными клипами. Видеоклип на песню «Dancing in the Dark», первый настоящий музыкальный клип Спрингстина, изображает живое исполнение песни Спрингстином и E Street Band. Режиссером клипа был Брайан Де Пальма, он был снят в St. Paul Civic Center в Сент-Поле, штат Миннесота, 28 и 29 июня 1984 года. В видео Спрингстин вытаскивает на сцену молодую поклонницу, которую играет тогда ещё неизвестная актриса Кортни Кокс; Спрингстин часто воссоздавал этот эпизод с молодыми поклонницами на протяжении всего тура. Видеоклип Де Пальмы познакомил Спрингстина с поколением MTV и помог Спрингстину достичь аудитории, о которой он всегда мечтал с момента подписания контракта с Columbia в 1972 году. Режиссёр Джон Сэйлз снял видеоклипы для «Born in the U.S.A.», «I'm on Fire» и «Glory Days». Для заглавного трека Сэйлз перемежал концертные кадры Спрингстина, исполняющего эту песню, кадрами из маленького американского городка.
«I'm on Fire» был первым повествовательным видео Спрингстина. В главной роли сам Спрингстин сыграл автомеханика, очарованного молодой женщиной в белом платье, видео получило награду за лучшее мужское видео на церемонии MTV Video Music Awards в 1985 году. В клипе «Glory Days» Спрингстин снялся в роли бейсболиста, играющего главную роль в песне, работающего на стройке и в одиночку практикующего бейсбольные броски, размышляя о своих «славных днях». Он переходит к исполнению песни в клубе с E Street Band, в котором участвуют Стивен Ван Зандт и заменяющий его гитарист Нилс Лофгрен, а также новая бэк-вокалистка Патти Скелфа. Видео заканчивается тем, что персонаж Спрингстина играет в игру в мяч со своим сыном, пока его жена, которую играет первая жена Спрингстина Джулианна Филлипс, не забирает их. Видеоклип на песню «My Hometown» изображает живое исполнение песни. Он был срежиссирован Артуром Розато и был снят ближе к концу тура в Мемориальном колизее Лос-Анджелеса.

## Переиздания
«Born in the U.S.A.» был впервые переиздан Columbia на CD в 2000 году, а затем переиздан на LP и CD Sony BMG в 2007 и 2008 годах соответственно. В 2015 году Sony Music выпустила ремастерированную версию альбома как на LP, так и на CD. 14 июня 2024 года Sony Music снова переиздала альбом на полупрозрачном красном виниле, включив в него буклет с новыми заметками архивариуса Спрингстина Эрика Флэннигана и литографию в честь его 40-летия.

## Список композиций
Слова и музыка всех песен — Брюс Спрингстин.
| №  | Название                 | Длительность |
| -- | ------------------------ | ------------ |
| 1. | «Born in the U.S.A.»     | 4:39         |
| 2. | «Cover Me»               | 3:26         |
| 3. | «Darlington County»      | 4:48         |
| 4. | «Working on the Highway» | 3:11         |
| 5. | «Downbound Train»        | 3:35         |
| 6. | «I’m on Fire»            | 2:36         |

| №   | Название              | Длительность |
| --- | --------------------- | ------------ |
| 7.  | «No Surrender»        | 4:00         |
| 8.  | «Bobby Jean»          | 3:46         |
| 9.  | «I’m Goin' Down»      | 3:29         |
| 10. | «Glory Days»          | 4:15         |
| 11. | «Dancing in the Dark» | 4:01         |
| 12. | «My Hometown»         | 4:33         |

## В записи участвовали
- The E Street Band — группа:
  - Брюс Спрингстин — гитара, бас-гитара, губная гармоника, вокал.
  - Рой Биттан — синтезатор, фортепиано, клавишные, бэк-вокал.
  - Кларенс Клемонс — перкуссия, саксофон, вокал, бэк-вокал.
  - Дэнни Федеричи — орган, фортепиано, глокеншпиль, клавишные, вокал.
  - Гарри Таллент — бас, труба, бэк-вокал.
  - Стивен Ван Зандт — гитара, мандолина, вокал.
  - Макс Вайнберг — барабаны, бэк-вокал.
- Рут Джексон — бэк-вокал.
- Ричи "Ла Бамба" Розенберг — тромбон, бэк-вокал.

## НаградыГрэмми
| Год  | Альбом / Композиция | Категория                        | Победитель      |
| ---- | ------------------- | -------------------------------- | --------------- |
| 1984 | Dancing in the Dark | Best Male Rock Vocal Performance | Брюс Спрингстин |

## Позиции в чартах
| Чарты (1984—2003)                    | Высшая позиция |
| ------------------------------------ | -------------- |
| Австралия Albums (Kent Music Report) | 1              |
| Австрия (Ö3 Austria)                 | 1              |
| Бельгия/Валлония (Ultratop)          | 37             |
| Канада (RPM Top Albums/CDs)          | 1              |
| Нидерланды (Album Top 100)           | 1              |
| French Albums (SNEP)                 | 2              |
| Германия (Offizielle Top 100)        | 1              |
| Italian Albums (Hitparade)           | 2              |
| Japanese Albums (Oricon)             | 6              |
| Новая Зеландия (RMNZ)                | 1              |
| Норвегия (VG-lista)                  | 1              |
| Spanish Albums (PROMUSICAE)          | 2              |
| Швеция (Sverigetopplistan)           | 1              |
| Швейцария (Schweizer Hitparade)      | 1              |
| Великобритания (UK Albums Chart)     | 1              |
| США (Billboard 200)                  | 1              |

| Чарт (1984)                    | Позиция |
| ------------------------------ | ------- |
| Australian Albums Chart        | 7       |
| Canadian Albums Chart          | 1       |
| Dutch Albums Chart             | 61      |
| Великобритания (Gallup Poll)   | 37      |
| США Billboard Year-End         | 28      |
| Япония (Oricon Year-End Chart) | 53      |
| Чарт (1985)                    | Позиция |
| Australian Albums Chart        | 2       |
| Austrian Albums Chart          | 4       |
| Canadian Albums Chart          | 7       |
| Danish Albums Chart            | 5       |
| Dutch Albums Chart             | 1       |
| French Albums Chart            | 19      |
| Italian Albums Chart           | 3       |
| Swiss Albums Chart             | 3       |
| UK Albums Chart                | 4       |
| США Billboard Year-End         | 1       |
| Чарт (1986)                    | Позиция |
| Canadian Albums Chart          | 67      |
| Spanish Albums Chart           | 11      |
| США Billboard Year-End         | 16      |

## Сертификации
| Регион | Сертификация   | Продажи     |
| --- | -------------- | ----------- |
| Австралия (ARIA) | 13× Платиновый | 910 000^    |
| Канада (Music Canada) | Бриллиантовый  | 1 000 000^  |
| Дания (IFPI Danmark) | 2× Платиновый  | 160 000^    |
| Франция (SNEP) | Платиновый     | 458,500     |
| Германия (BVMI) | 2× Платиновый  | 1 000 000^  |
| Италия (FIMI) | Платиновый     | 50 000*     |
| Japan (Oricon Charts) | —              | 212,700     |
| Новая Зеландия (RMNZ) | 17× Платиновый | 255 000     |
| Испания (PROMUSICAE) | Золотой        | 50 000^     |
| Швейцария (IFPI Switzerland)                                                                                             | 3× Платиновый  | 150 000^    |
| Великобритания (BPI) | 3× Платиновый  | 1,120,000   |
| США (RIAA) | 15× Платиновый | 15 000 000^ |
| * Данные о продажах приведены только на основе сертификации. ^ Данные о тиражах приведены только на основе сертификации. |                |             |